# Maturizare (Star Trek: Generația următoare)

„Coming of Age” este un episod din primul sezon al serialul științifico-fantastic „Star Trek: Generația următoare”. Scenariul este scris de Sandy Fries; regizor este Mike Vejar. A avut premiera la 14 martie 1988.

## Prezentare
În timp ce Wesley dă examenul de admitere la Academia Flotei Stelare, ofițerii seniori ai navei Enterprise sunt anchetați de către Flota Stelară.